# Prager
Prager je priimek več znanih ljudi:
- Karl Ritter von Prager (1875—1959), nemški general
- Ignacij Prager (1762—1830), deželni stavbenik v Ljubljani
- Lovrenc Prager (~1720—1791), deželni stavbenik v Ljubljani